# Паул Бидерман
Паул Бидерман (Хале, 7. август 1986) немачки је пливач чија специјалност је пливање слободним стилом на 200 и 400 метара. Некадашњи је светски првак у пливању на 200 и 400 метара слободним стилом и светски рекордер у истим дисциплинама, те вишеструки европски и немачки првак и рекордер. 
Године 2009. проглашен је за најбољег пливача Европе по избору спортског магазина Swimming World, те за најбољег спортисту Немачке по избору немачких спортских новинара. 
Такмичио се на троје узастопне Олимпијске игре − у Пекингу 2008, Лондону 2012. и Рију 2016 − а најбољи резултати су му два пета места на 200 слободно и једно 4. место у штафети 4×200 слободно. 
Највеће успехе у каријери остварио је на светском првенству у Риму 2009. на ком је освојио титуле светског првака у тркама на 200 и 400 слободно, а у обе финалне трке поставио је и нове светске рекорде. Финалну трку на 200 слободно испливао је за 1:42,00 минута, а у финалу на 400 слободно пливао је 3:40,07 минута.